# Так себе каникулы
«Так себе каникулы» (англ. Old Dogs; Старые псы) — комедия режиссёра Уолта Беккера. Премьера состоялась 25 ноября 2009 года (в России 26 ноября 2009). Фильм посвящён актёру Берни Маку, умершему в августе 2008 года, он сыграл в фильме эпизодическую роль.

## Сюжет
К одному бизнесмену бывшая подруга отправляет его двух маленьких детей, о которых тот раньше и не слышал. Его компаньон по бизнесу соглашается помочь другу в уходе за ними. Детей надо ещё вывезти отдыхать в летний лагерь, и всё это накануне важной сделки.

## В ролях
| Актёр             | Роль                             |
| ----------------- | -------------------------------- |
| Джон Траволта     | Чарли                            |
| Робин Уильямс     | Дэн                              |
| Келли Престон     | Вики подруга Дэна                |
| Коннер Рейберн    | Зак сын Дэна                     |
| Элла Блю Траволта | Эмили дочь Дэна                  |
| Сет Грин          | Грег Вайт помощник Чарли и Дэна  |
| Лори Лафлин       | Аманда                           |
| Берни Мак         | Джимми Ланчбокс                  |
| Мэтт Диллон       | Барри                            |
| Джастин Лонг      | глава отряда летнего лагеря Адам |
| Энн-Маргрет       | Марта                            |
| Рита Уилсон       | Дженна                           |
| Эми Седарис       | Condo Woman                      |
| Саб Симоно        | Йоширо Нишамуро                  |
| Лора Аллен        | Келли                            |
| Маргарет Траволта | Singing Hostess                  |
| Фил Ламарр        | Джо                              |

## Рецензии
Что произойдет дальше, знакомо по всем фильмам, посвященным аду в детской. В наличии шутки ниже пояса, бесчисленные увечья двух папаш и полностью разрушенные деловые планы.
 — Евгения Маликова

## Награды и номинации
| Награды и номинации | Награды и номинации                            | Награды и номинации | Награды и номинации | Награды и номинации |
| Награда             | Категория                                      | Номинант            | Результат           |                     |
| ------------------- | ---------------------------------------------- | ------------------- | ------------------- | ------------------- |
| «Золотая малина»    | «Худшая мужская роль»                          | Джон Траволта       | Номинация           |                     |
| «Золотая малина»    | «Худшая женская роль второго плана»            | Келли Престон       | Номинация           |                     |
| «Золотая малина»    | «Худший фильм»                                 |                     | Номинация           |                     |
| «Золотая малина»    | «Худшая режиссёрская работа»                   | Уолт Беккер         | Номинация           |                     |
| «Золотая малина»    | «Худшая мужская роль за прошедшее десятилетие» | Джон Траволта       | Номинация           |                     |